# 何秀吉
何秀吉（1920年—1951年6月17日），男，台南州台南市安平人，中國共產黨黨員，戰後擔任台南工業職業學校教師，1947年12月由鄭海樹吸收加入省工委台南市工委會，協助拓展長榮中學支部、台南工業學校支部及白河小組，光明報事件後全省大搜捕，台南市工委會遭破獲，於1951年6月17日槍決於台北水源地刑場。
2013年列名北京西山無名英雄廣場，紀念在台灣被處決的「隱避戰線烈士」。

## 生平

### 加入省工委
何秀吉，台南安平人，滿州國新京工業大學電氣系畢業，曾任新京長途電話公司中繼所組長，戰後於1946年9月擔任台南工業職業學校教師。
何秀吉堂弟何川畢業於台南工業職業學校，1947年二二八事件爆發，對國民政府失望思想左傾，同年，於台北大同中學擔任教員，居住宿舍期間認識蔡瑞欽、郭琇琮、吳思漢，1947年5月經由郭琇琮介紹加入中國共產黨，由於郭琇琮是省工委早期成員，因此何川成為台北市工委成員，1947年何川返回台南任職台南工業職業學校，吸收弟弟何阿水、鄭海樹，透過鄭海樹吸收何秀吉加入了台南市工委會，由老李(李媽兜)領導，成立讀書會並積極吸收學生加入。

### 身死馬場町
何秀吉加入後，由鄭海樹協助發展台南工業職業學校教員黃瑞徵、林輝記加入，1948年至1949年省工委快速膨脹，[中國共產黨臺南市工作委員會|台南市工委會]]發展白河黃武宗小組、長榮中學支部梅衡山小組、街頭支部何阿水小組，並透過成員唐朝雲、羅明懋等發展到台南工學院內部，由曾錦堂領導。然而，1949年8月光明報事件爆發後，省工委最高領導人蔡孝乾變節，全省大搜捕，1950年8月，情治單位循線逮捕何阿水、何川，何秀吉等人皆遭到逮捕，許多學生及無辜民眾、農民都受到牽累。
韓戰爆發之後，情勢急轉直下，在軍法處的省工委要角自知由於案情嚴重可能遭重判，以"吃麵包"為暗號，蘊釀越獄，1951年2月6日，何秀吉、邱焜棋、梅衡山、施教爐等人在軍法處趁機打開牢門持酒瓶攻擊獄警，參與的成員包含台南案、桃園案、于凱、李凱南等人，陳英泰稱其為軍法處「吃麵包計畫」，越獄失敗後所有參與成員除施志聰、陳溪加重徒刑外其餘都遭判處死刑，連帶加速台南案的判決，1951年6月6日何秀吉遭判處死刑，同年6月17日何秀吉與同案鄭海樹、何阿水(堂弟)、何川(堂弟)、黃武宗與台南工學院案唐朝雲、軒轅國權、曾錦堂、邱焜棋、梅衡山共十人槍決於水源地刑場。

### 平反
2018年10月5日，促進轉型正義委員會促轉三字第1075300110B號函文，正式撤銷受難者林慶雲君等1270人之刑事有罪判決暨其刑，其中(40)安潔字第 1187 號，有關何秀吉共同意圖以非法之方法顛覆政府而著手實行之有罪判決暨其刑及沒收之宣告正式撤銷。

## 紀念
2013年10月 北京西山國家森林公園的無名英雄廣場上立有無名英雄紀念碑，為紀念來台灣在1950年代被處決「隱避戰線烈士」而設立，何秀吉銘刻於紀念碑上，為中共國家安全部追認之中華人民共和國烈士。